# Todiramphus saurophagus
Todiramphus saurophagus, conhecida como martim-caçador-da-praia , é uma espécie de ave da família Alcedinidae.
Pode ser encontrada nos seguintes países: Indonésia, Papua-Nova Guiné e Ilhas Salomão.
Os seus habitats naturais são: florestas de mangal tropicais ou subtropicais.